# Иоанна Английская (королева Шотландии)
Иоа́нна (Джоа́нна) Англи́йская (22 июля 1210, Глостер — 4 марта 1238, Хаверинг-атт-Боуэр, Havering) — королева Шотландии с 1221 года до своей смерти в 1238 году. Дочь короля Англии Иоанна и Изабеллы Ангулемской.

## Биография
Король Франции Филипп II хотел женить своего сына на Иоанне, однако в 1214 году её отец, король Иоанн, пообещал её руку Гуго X де Лузиньяну в качестве компенсации за то, что его помолвка с её матерью (и женой Иоанна) Изабеллой была разорвана. В качестве приданого был обещан Сент, Сентонж и остров Олерон, и в том же году её отправили к будущему супругу для воспитания при его дворе. Гуго Х претендовал на её приданое ещё до заключения брака, но когда это не удалось, он расхотел на ней жениться.
После смерти короля Иоанна в 1216 году его вдова королева Изабелла решила, что должна выйти замуж за Гуго Х сама. Гуго Х оставил при себе Иоанну в попытке сохранить её приданое, а также получить приданое её матери Изабеллы от англичан. 15 мая 1220 года после вмешательства папы и соглашения относительно приданого, Иоанна была отправлена обратно в Англию, где проходили переговоры о её возможном браке с королём Шотландии Александром II. Александр был в Англии в 1212 году, где её отец посвятил его в рыцари. Король Иоанн тогда пообещал отдать Иоанну ему в жёны с Нортумберлендом в качестве приданого.
18 июня 1221 года Александр официально получил Джедборо, Хассендин, Кингхорн и Крейл в качестве источников личного дохода. Иоанна и Александр поженились 21 июня 1221 года в Йоркском соборе. Александру было двадцать три года, а Иоанне почти одиннадцать. У них не было детей. Этот факт вызывал беспокойство, но расторжение брака считалось рискованным, поскольку могло спровоцировать войну с Англией. Королева Иоанна не имела большого влияния при шотландском дворе, где доминировала её свекровь, вдовствующая королевы Ирменгарда. Тем не менее, её английские связи делали её важной фигурой независимо от личных качеств. Иоанна сопровождала Александра в Англии в сентябре 1236 года в Ньюкасле и в сентябре 1237 года в Йорке во время переговоров по спорным северным территориям со своим братом, королём Генрихом III. Летописец Мэтью Пэрис предполагает, что именно тогда Иоанна и Александр отдалились друг от друга; Иоанна хотела проводить больше времени в Англии, и её брат-король предоставил ей поместья в Дриффилде, Йоркшире и Фен Стэнтоне в Хантингдоншире для проживания в случае необходимости. В Йорке Иоанна и её сноха Элеонора Прованская договорились совершить паломничество к гробнице Святого Томаса Бекета в Кентербери.
Иоанна умерла на руках у своих братьев, короля Генриха и Ричарда Корнуоллского, в Хаверинг-ат-Бауэре в 1238 году и была похоронена в аббатстве Таррант Кроуфорд в Дорсете в соответствии с её пожеланиями.